# Montagnes russes à véhicules suspendus
Ne doit pas être confondu avec Montagnes russes inversées.

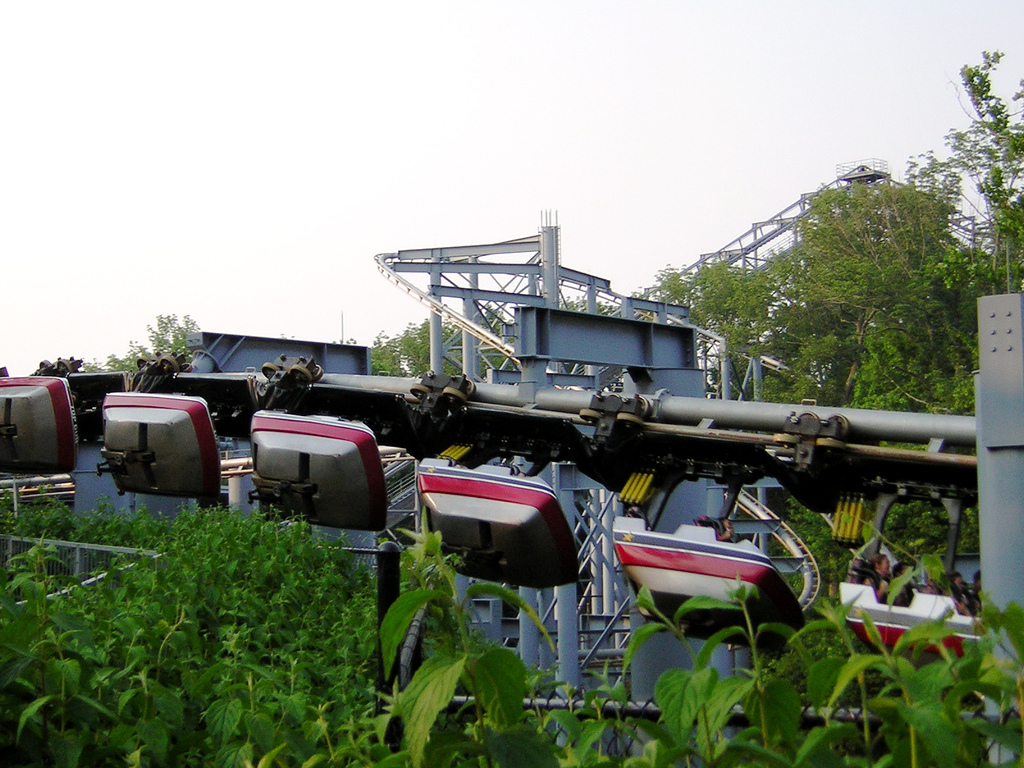
Exemple de montagnes russes à véhicules suspendus : Top Gun à Kings Island, aux États-Unis.

Le terme montagnes russes à véhicules suspendus désigne un type de montagnes russes où les rails se trouvent au-dessus des véhicules et où les wagons sont suspendus par un système permettant aux wagonnets de se balancer au gré des mouvements du rail. Du fait de ce balancement, ce modèle ne comporte pas d'inversions. On compte quatre constructeurs d'attractions pour ce type de montagnes russes ; Arrow Dynamics, Vekoma, Caripro, et Setpoint.

## Histoire
Le premier parcours de montagnes russes fixes de ce type fut The Bat de Kings Island construit par Arrow Dynamics. Ouvert le 21 avril 1981, l'attraction est d'un tout nouveau type pour l'époque, ce qui lui vaut quelques soucis obligeant le parc à annoncer sa fermeture et sa démolition en 1984.
Arrow Dynamics perfectionne son modèle entre 1981 et 1984. S'ouvrirent alors Big Bad Wolf (en) à Busch Gardens Williamsburg et XLR-8 à Six Flags Astroworld. Depuis 1984, Arrow Dynamics a construit dix montagnes russes de ce type, Vekoma quatre, Caripro douze et Setpoint deux.

## Exemples

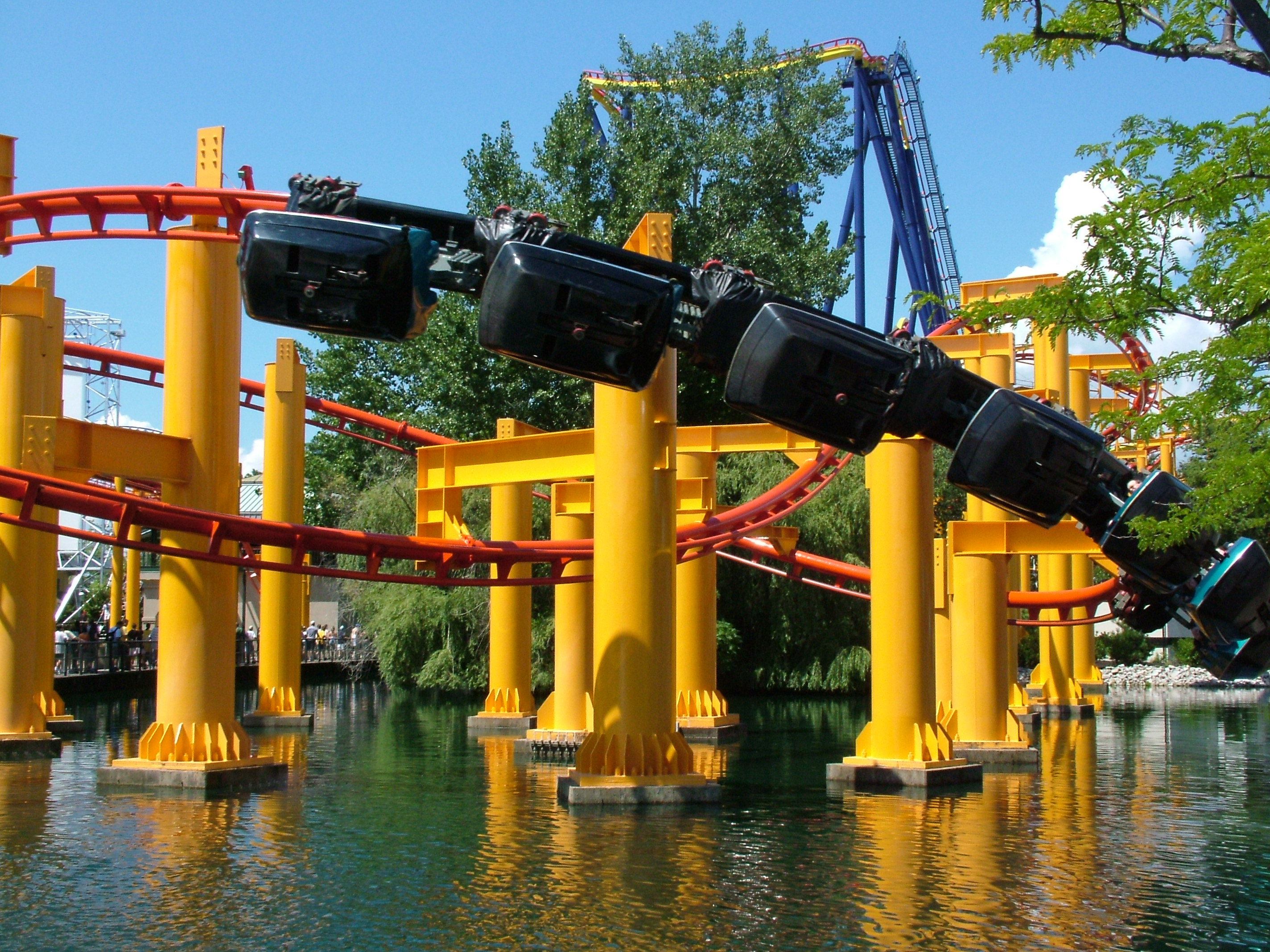
Iron Dragon à Cedar Point.

- The Bat à Kings Island  États-Unis
- Big Bad Wolf (en) à Busch Gardens Williamsburg  États-Unis
- Dream Catcher à Bobbejaanland  Belgique
- Flight Deck à Kings Island  États-Unis
- Iron Dragon à Cedar Point  États-Unis
- Ninja à Six Flags Magic Mountain  États-Unis
- Roller Soaker à Hersheypark  États-Unis
- Vampire à Chessington World of Adventures  Royaume-Uni
- Vertigo à Walibi Belgium  Belgique
- Vortex à Canada's Wonderland  Canada
- XLR-8 à Six Flags Astroworld  États-Unis